# Chetriș
Chetriș è un ex comune della Moldavia situato nel distretto di Fălești di 1.697 abitanti al censimento del 2004
Il 28 giugno 2025 è stato soppresso e unito al comune di Călinești.

## Località
L'ex comune è formato dall'insieme delle seguenti località:
- Chetriș
- Chetrișul Nou